# Fotografiemuseum aan het Vrijthof

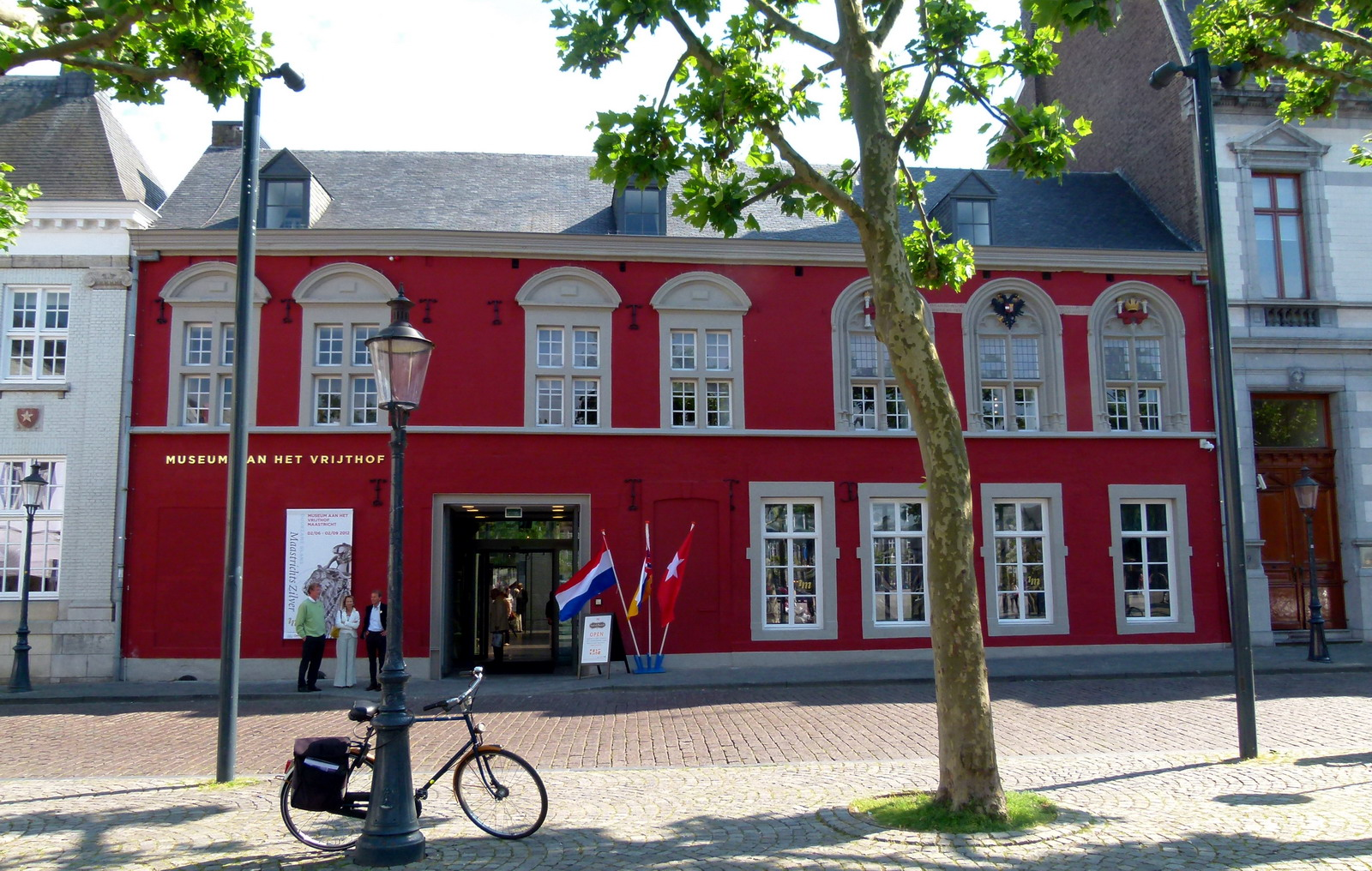
Fotografiemuseum aan het Vrijthof im Hause Spaans Gouvernement

Das Fotografiemuseum aan het Vrijthof (deutsch Fotografiemuseum am Vrijthof; früher bekannt als Museum aan het Vrijthof und Museum Spaans Gouvernement) ist ein Museum für Fotografie in Maastricht, Niederlande. Das Museum ist beherbergt im so genannten Spaans Gouvernement am Vrijthof-Platz in der Maastrichter Altstadt. Das Fotografiemuseum aan het Vrijthof ist ein privates Museum und erhält keine staatliche Unterstützung.

## Geschichte des Hauses

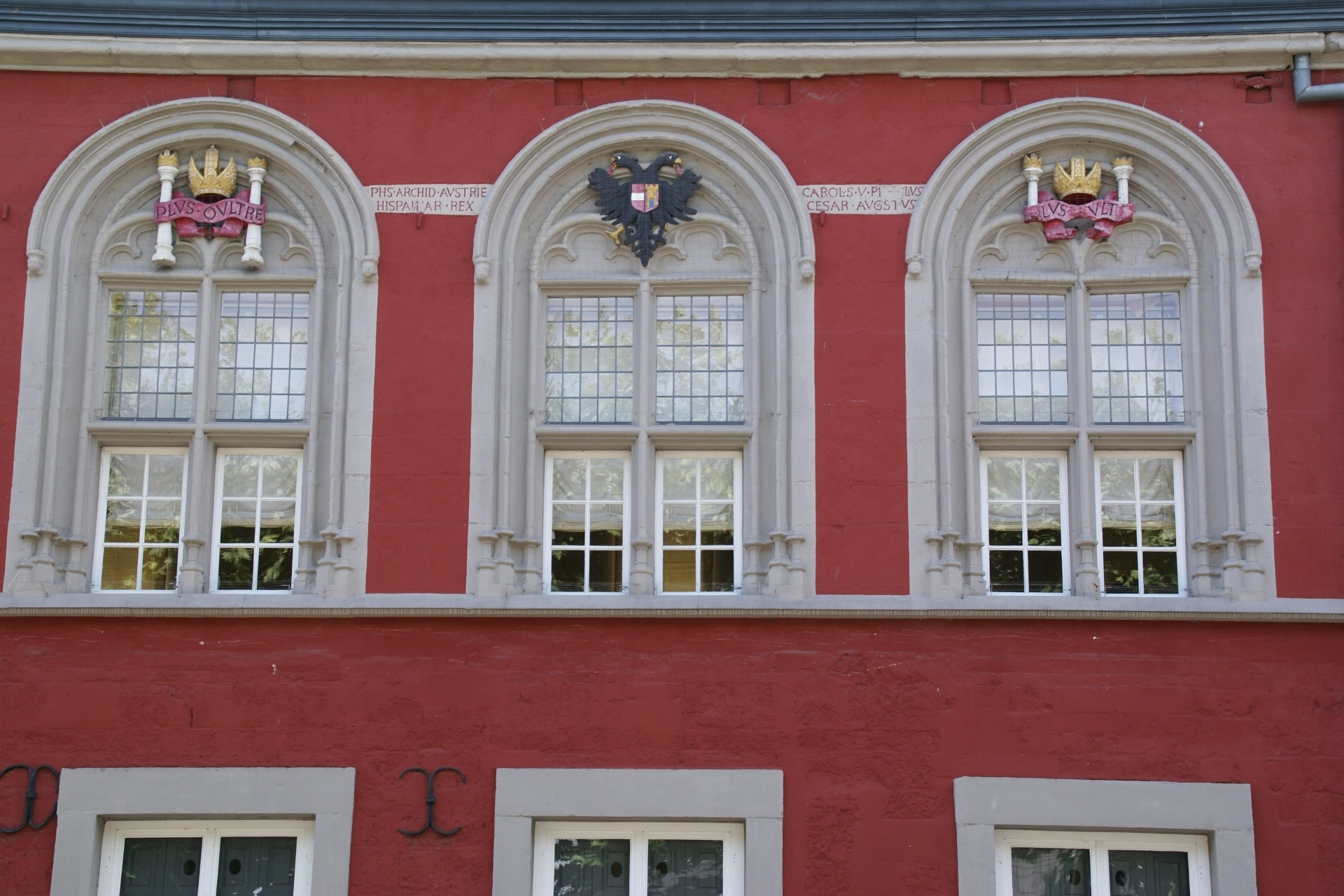
Details spätgotischer Fenster

Das Haus Spaans Gouvernement ist eines der ältesten nicht-religiösen und nicht-militären Gebäude in Maastricht. Das markante rote Gebäude am Hauptplatz der Stadt wurde bereits im Jahre 1333 erwähnt und war ursprünglich Teil des kirchlichen Areals, das zum Stiftskapitel der Servatiuskirche gehörte. Es diente längere Zeit als Wohnung für Kanoniker. Im frühen 16. Jahrhundert wurde das Haus umgebaut und erweitert. Damals war die Fassade im Erdgeschoss blind; nur ein Tor führte in den Hof. Die drei spätgotischen Fenster im ersten Stock stammen aus dieser Zeit. Zwei von ihnen zeigen die Säulen des Herakles und ein rotes Spruchband mit der lateinischen Devise Karls V.: „Plus Ultra“. Das dritte Fenster, in der Mitte, trägt die Symbole der kaiserlichen Macht: den Doppeladler mit dem Wappen von Habsburg und der Krone von Kastilien.

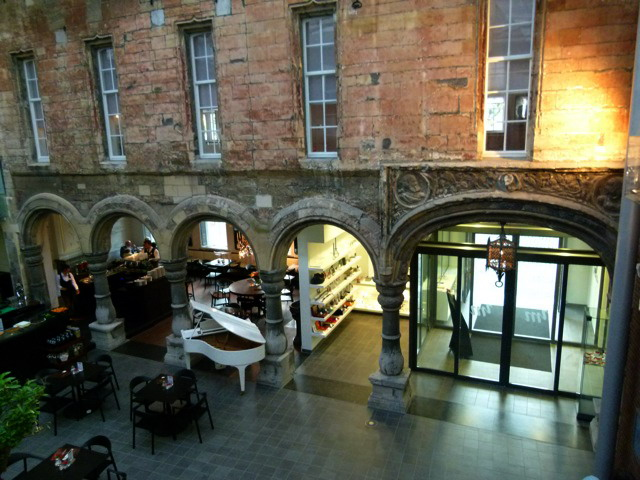
Hofkolonnade mit Porträtmedaillons

Ein wenig später wurde an der Hofseite eine Arkade im Lütticher Renaissance-Stil gebaut. Die Kolonnade zeigt Ähnlichkeit mit der Architektur des Kolonnaden-Hofs des fürstbischöflichen Palais in Lüttich. Der Fries über dem Hoftor zeigt drei Medaillons mit den Porträts von (vermutlich) Karl V., seiner Frau Isabella von Portugal und deren Sohn Philipp II. von Spanien. Karl und Philipp wohnten hier mehrmals, als sie die Stadt in ihrer Rolle als Herzöge von Brabant besuchten. Es war wahrscheinlich am 15. März 1580 hier, dass Alexander Farnese, Gouverneur der Niederlande, die Erklärung unterschrieb, die Wilhelm von Oranien, die Führungsfigur des niederländischen Aufstandes, zum Geächteten machte. Es war um diese Zeit, dass das Gebäude seinen heutigen Namen erhielt: Spaans Gouvernement (deutsch: „spanisches Regierungsgebäude“).
Im 18. und 19. Jahrhundert wurde das Innere des Gebäudes mehrmals verändert, woran auch der Architekt Mathias Soiron beteiligt war. Von ihm sind die Entwürfe der zwei Kamine im Vorderhaus und der Treppe im Hinterhaus. Während dieser Epoche wurden in die blinde Fassade am Vrijthof im Erdgeschoss Fenster eingefügt. Im Jahre 1766 kaufte der Pariser Drucker und Herausgeber Jean-Edmé Dufour das Gebäude und nutzte es als Druckerei. Von hier aus wurden viele in Frankreich verbotene Bücher über Straßburg ins Land geschmuggelt.
Im Jahre 1913 wurde das Haus öffentlich verkauft. Ein Teil wurde abgerissen und im Jahre 1923 ersetzt durch das jetzige Bankgebäude (Ecke Vrijthof / St. Jacobstraat). Der Rest des Gebäudes wurde von dem Maastrichter Denkmalschützer Victor de Stuers restauriert und der Stadt Maastricht in der Absicht angeboten, dort ein Museum zur Stadtgeschichte zu beherbergen (was aber bisher nicht geschah). Von 1969 bis 1973 und von 2010 bis 2012 fanden gründliche Restaurierungsarbeiten statt.

## Sammlung Wagner-De Wit
Die Grundlage für die ehemalige Museumskollektion war die Sammlung der Stiftung Wagner-De Wit. Diese vielfältige Sammlung von Kunst und Antiquitäten wurde im Laufe der Jahre von dem Haager Ehepaar Frederik Wagner (1870–1958) und Ambrosina de Wit (1876–1956?) zusammengestellt. Der Schwerpunkt lag auf holländischen und flämischen Meistern aus dem 16., 17. und 18. Jahrhundert, darunter Dirck van Baburen, Adriaen van de Venne, Cornelis van Poelenburgh, Johann Lingelbach, Egbert van der Poel, Nicolaes Moeyaert, Nicolaes Berchem, Lodewijk de Vadder, Jacques d’Arthois und Pieter Casteels III. Die Haager Schule wird vertreten mit Werken von Jozef Israëls, Johan Hendrik Weissenbruch, George Hendrik Breitner und die Brüder Jacob, Matthijs und Willem Maris. Das kunstliebende Ehepaar sammelte auch Skulpturen aus dem Mittelalter und der Renaissance, Teppiche und Möbel aus dem 17. und 18. Jahrhundert, Glas- und Kristall-Objekte, antike Münzen und orientalische Kunst.

## Museum Spaans Gouvernement
Das kinderlose Ehepaar Wagner-De Wit bestimmte testamentarisch, dass die Sammlung nach ihrem Tod in Maastricht untergebracht werden sollte. 1961 stellte die Gemeinde Maastricht das Haus Spaans Gouvernement der Stiftung Wagner-De Wit zur Verfügung. Nach einer umfangreichen Sanierung des renovierungsbedürftigen Gebäudes öffnete das Museum im Jahr 1973 seine Pforten, 15 Jahre nach dem Tod Frederik Wagners. Am Anfang war das Museum nur nach Vereinbarung zu besuchen.
Im Laufe der Jahre gelang es der Stiftung Wagner-De Wit, die Sammlung mit Maastrichter Silber aus dem 17. und 18. Jahrhundert, Pistolen aus dem 17. bis 19. Jahrhundert und verschiedenen Gemälden des Limburgse Kunstkring (u. a. Rob Graafland und Henri Jonas) zu erweitern. In letzter Zeit wurde ein Teil der ursprünglichen Sammlung herausgenommen; das Maastrichter Element wurde dafür erheblich verbessert. Im Jahre 1997 erwarb das Museum die Sammlung Bonhomme-Tielens (einschließlich Maastrichter Silber und antike Uhren).
Das Museum präsentierte Wohnkultur vom Rokoko über den frühen Klassizismus bis hin zum napoleonischen Empire-Stil. Der sogenannte TEFAF-Saal war – und ist noch immer – eingerichtet mit Möbeln im Aachen-Lütticher Stil des 18. Jahrhunderts.

## Museum aan het Vrijthof
Seit dem 1. Januar 2009 firmierte das Museum unter dem Namen Museum aan het Vrijthof als Museum für Kunst und Geschichte der Stadt Maastricht.
Ende 2010 schloss das Museum seine Pforten für eine große Renovierung und Erweiterung. Mit dem Erwerb des benachbarten Hauses Papenstraat 2, das auch ursprünglich zum Spaans Gouvernement gehörte, war es möglich, das Museum am bestehenden Standort zu erweitern. Der Hof („Cour“) zwischen den beiden Gebäuden ist seit der Renovierung mit einem transparenten Luftkissen (Foiltec) gedeckt und ist jetzt im Einsatz als Ausstellungsraum und Museumscafé. Der Ausbau kostete über 6 Millionen Euro und wurde durch Sponsoren finanziert. Die internationale Kunst- und Antiquitätenbörse TEFAF wurde 2011 Hauptsponsor.
Nach der Wiedereröffnung hoffte das Museum am Vrijthof, das „kulturelle Wohnzimmer von Maastricht“ zu sein. Zusätzlich zu den historischen Räumen wurde ein Überblick über fünf Jahrhunderte der verarbeitenden Industrie in Maastricht gegeben in Form von Ausstellungen über Maastrichter Glas und Keramik, Silber, Zinn, Waffen, Möbel, Bücher usw. Das Museum wollte auch einige Räume historischen Figuren aus der Geschichte Maastrichts widmen sowie dem Kaiser Karl V., dem Drucker Jean-Edmé Dufour, dem Architekten Mathias Soiron, dem Unternehmer Petrus Regout und dem Zeichner Philippus van Gulpen. Seit März 2012 war das Museum wieder für die Öffentlichkeit zugänglich.

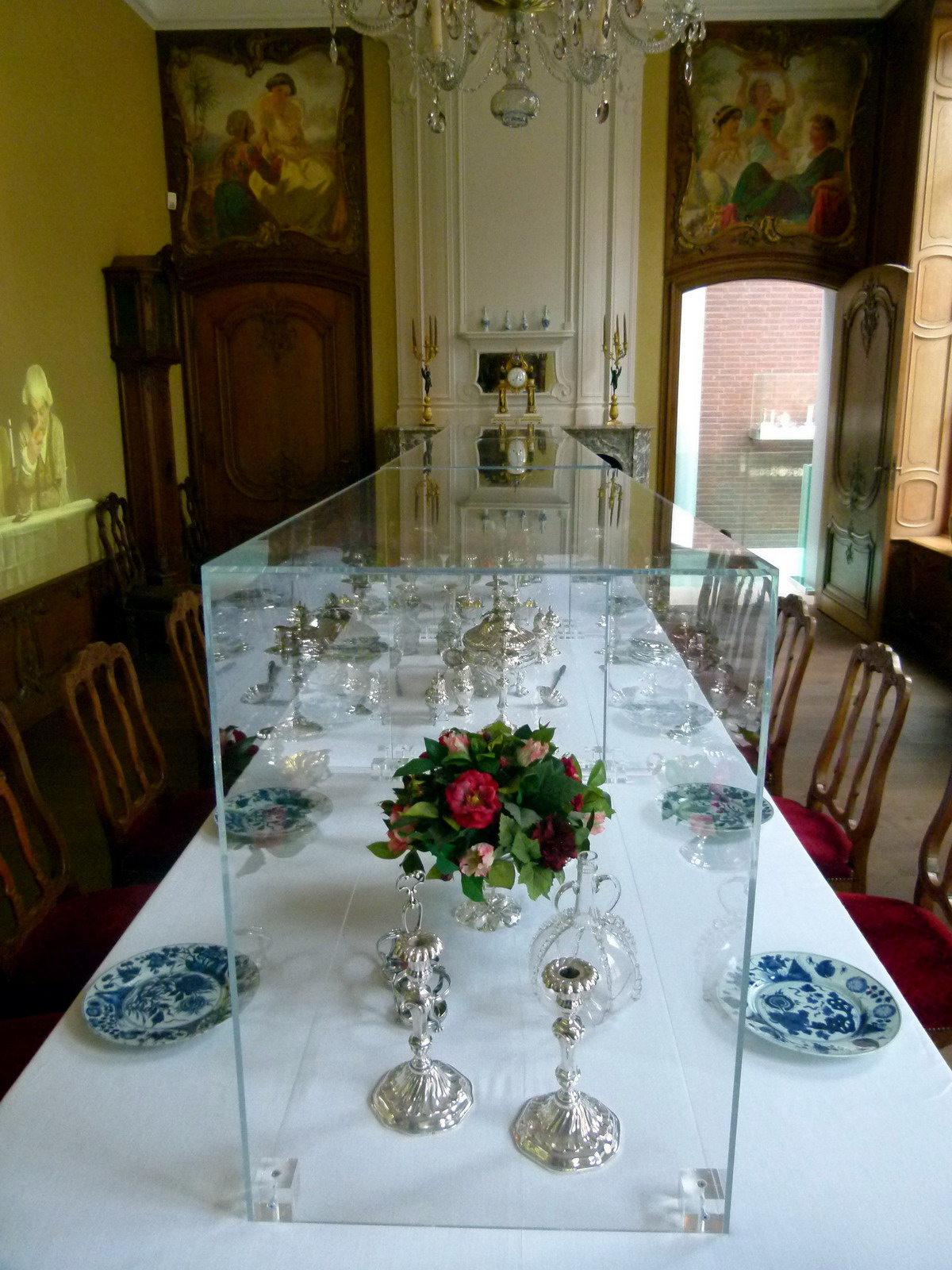
Einrichtung TEFAF-Saal
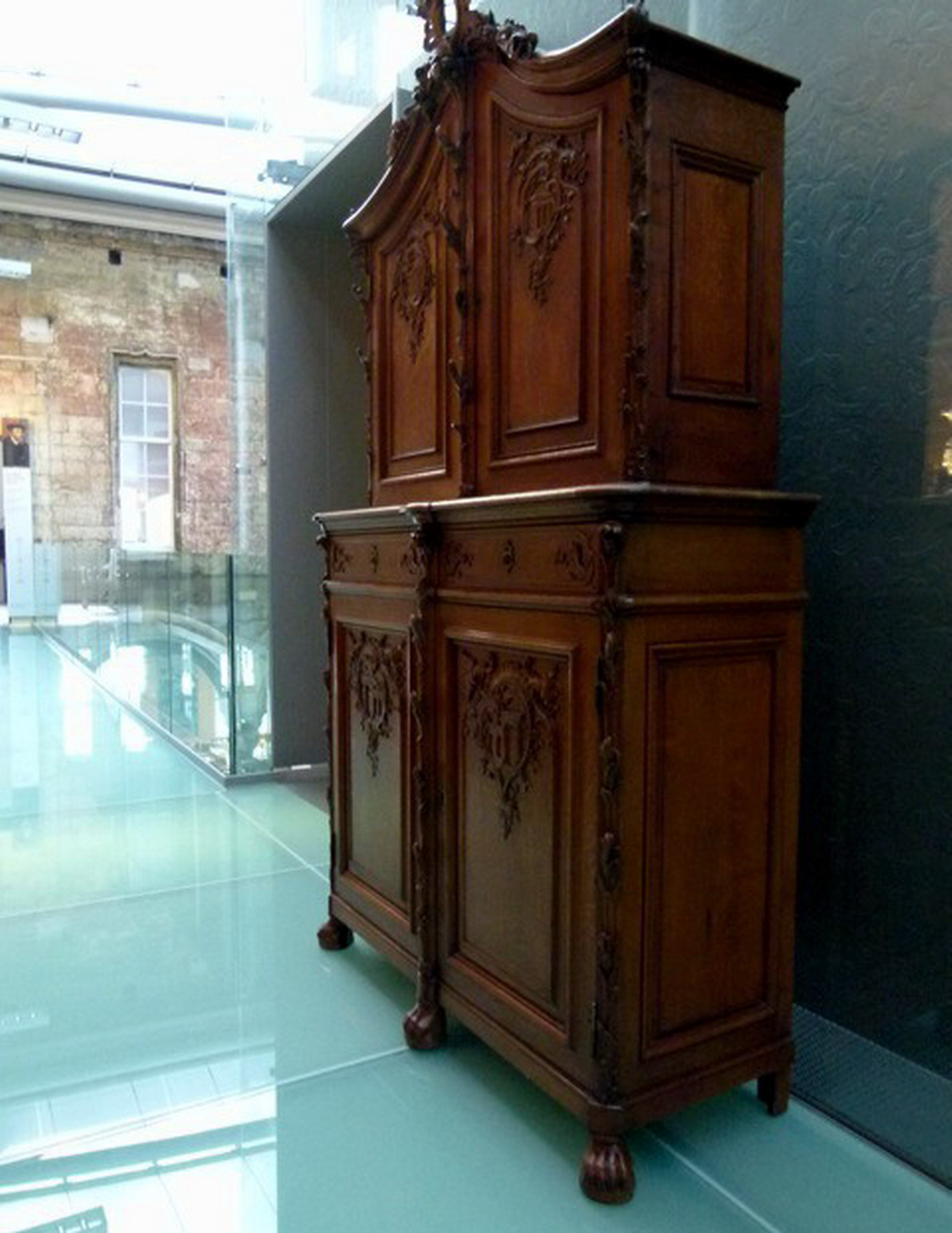
Möbel aus dem Maastrichter-Lütticher Raum (18. Jahrhundert)
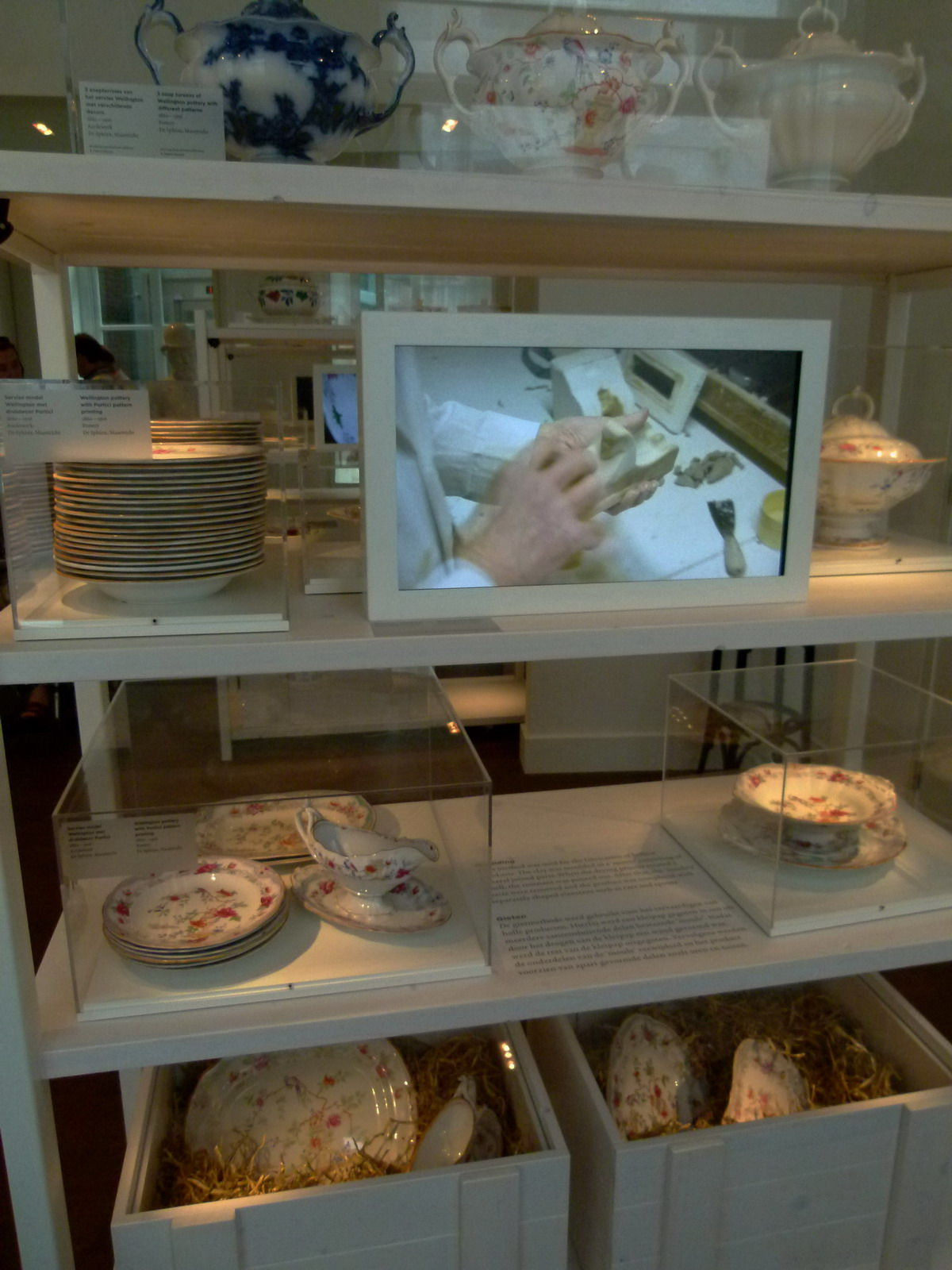
Van Gulpen-Salon mit Maastrichter Fayence
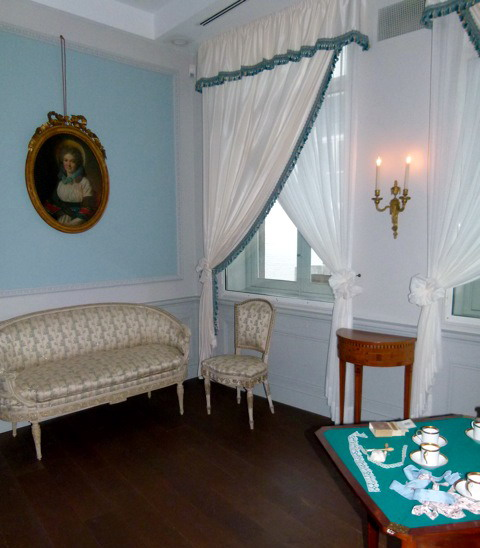
Bonhomme-Salon, Empire-Einrichtung (um 1800)
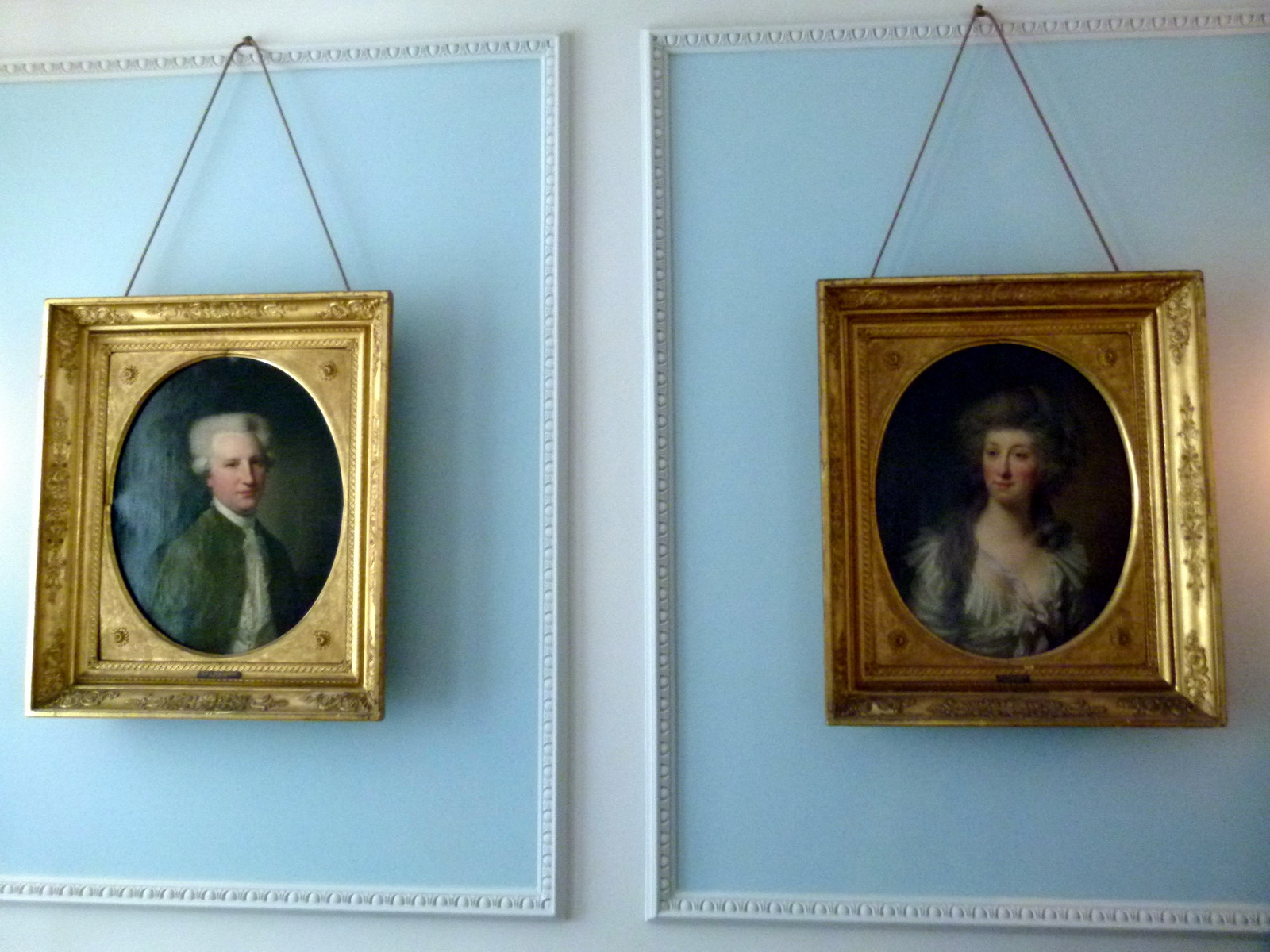
Porträts von J.F.A. Tischbein

## Fotografiemuseum aan het Vrijthof
Am 26. September 2019 öffnete dat Museum aan het Vrijthof mit einer Ausstellung von Jimmy Nelson seine Türen als Fotografiemuseum. Seit 2020 firmiert dat Museum offiziell als Fotografiemuseum aan het Vrijthof. Nur Teile der Wagner-De Wit-Sammlung sind noch zu sehen. Heute besteht seine Hauptfunktion jedoch in der Organisation temporärer Fotografieausstellungen. Zweimal im Jahr präsentiert das Museum einen großen Namen aus der Welt der Fotografie, begleitet von einem Rahmenprogramm. Soweit bekannt, verfügt das Museum nicht über eine eigene Fotografiesammlung.